# Пенкала, Казимеж
Казимеж Мечислав Пенкала (пол. Kazimierz Mieczysław Pękała, род. 25 мая 1941 года, Острожно, Замбровский район, Белостокская область, Белорусская ССР, ум. 16 ноября 2021 года, Замбрув) — польский врач и политик, посол на Сейм I каденции.

## Биография
Получил образование на Лечебном факультете Белостокской медицинской академии. Специализировался в области акушерства и гинекологии. Работал по специальности, в том числе был руководителем медицинского центра в Замбруве.
В 1990—1998 годах был членом городского совета Замбрува, вице-главой городского совета. На выборах 1991 года получил мандат посла на Сейм I. Был избран от цеханувско-ломжинско-остроленкского округа № 24 по списку Избирательной Католической Акции. Был членом фракции Христианско-национально союза. Член комиссии по здравоохранению и комиссии по социальной политике, а также четырёх подкомиссий. На баллотировался на следующих выборах. Баллотировался в Сейм на выборах 1997 года (по списку «Блока для Польши») и на выборах 2001 года (по списку Лиги польских семей, как представитель Польского соглашения)).
Похоронен на приходском кладбище в Замбруве.